# María Luisa Sepúlveda
Maira María Luisa Sepúlveda (14 août 1898 - 4 avril 1958) est une compositrice et professeur de musique chilienne.

## Biographie
María Luisa Sepúlveda est née à Chillán, fille de Bernardo Sepúlveda, professeur de philosophie et de langues en lycée, et de Maira Mercedes, poète. Elle étudie le piano au Conservatoire National de Musique avec Bindo Paoli, le violon avec José Varalla, l'harmonie, le contrepoint et la composition avec Luis Esteban Giarda et Domingo Brescia.
Elle obtient un diplôme de piano en 1905 et de composition en 1918 puis devient professeur de piano au Conservatoire National où elle travaille jusqu'en 1931. Elle enseigne ensuite l'harmonie à l'école professionnelle de l'enseignement des arts de Santiago. Elle meurt à Santiago.

## Œuvres
Sepúlveda  a composé de nombreuses œuvres basées sur la musique populaire chilienne et également des livres éducatifs comme Método de Guitarra ou la méthode pour piano pour débutant El amigo del niño.
- La Voz del Pasado
- Cancionero Chileno
- Estudio Sinfónico y Greca pour orchestre (1932)
- Canción de las Corhuillas y Trutruka pour orchestre (1940)
- Suite pour orchestre de chambre et piano (1940)
- Seis Canciones Escolares pour voix et piano
- Ronda Primaveral pour voix et piano
- Ronda de Paz pour voix et piano
- Dos Ronda, sobre poesías de Gabriela Mistral pour voix et piano
- El Imposible y Tres Tonadas, mélodies folkloriques[4]

## Source
- (en) Cet article est partiellement ou en totalité issu de l’article de Wikipédia en anglais intitulé « María Luisa Sepúlveda » (voir la liste des auteurs).